# Julius Kowalczik
Julius Kowalczik (1885 - fecha desconocida) fue un as de vuelo austro-húngaro de la Primera Guerra Mundial acreditado con cinco victorias aéreas. Aunque se unió al servicio militar cuando la comenzó la guerra en 1914, no fue transferido al Luftfahrtruppen hasta fines de 1915. Calificado como piloto de guerra en febrero de 1916,  fue a combate en el norte de Italia al mes siguiente. Consiguió cinco victorias aéreas entre el 14 de octubre de 1916 y el 29 de junio de 1917. Luego de sobrevivir, después de ser derribado por los ases italianos Antonio Amantea y Antonio Riva el 24 de agosto de 1917 y sobrevivir, Kowalczik fue reasignado al deber de instructor en enero de 1918. Sobrevivió a la guerra, habiendo ganado dos Medallas al valor de plata y otras dos de oro.

## Biografía
Julius Kowalczik nació en 1885. A pesar de que nació en Moravská Ostrava (hoy, en la República Checa), era descendiente de alemanes del sudeste.
Se unió al ejército austrohúngaro cuando comenzó la Primera Guerra Mundial en 1914. A fines de 1915, recibió una transferencia al servicio aéreo para entrenarse como piloto. El 16 de febrero de 1916, se le otorgó el Certificado de Piloto de Austria n.º 326. En marzo fue ascendido a cabo y enviado a Flik 15. Voló suficientes misiones con este escuadrón compuesto en el norte de Italia que obtuvo su insignia de piloto de campo.
A principios de mayo de 1916, fue transferido a una unidad recién formada, Flik 24, en el aeródromo de Pergine. Allí se unió a los futuros ases József Kiss y Georg Kenzian. Aunque Kowalczik no obtuvo victorias aéreas, su desempeño de vuelo le valió un ascenso a sargento y una Medalla de Plata por Valentía, 2.ª Clase el mes siguiente.
El 14 de octubre de 1916, Kowalczik y su observador derribaron un biplaza Farman italiano para su primera victoria. Explotó al impactar cerca de Pergine. En noviembre, recibió el premio más alto disponible para un hombre alistado, la Medalla de Oro al Valor.

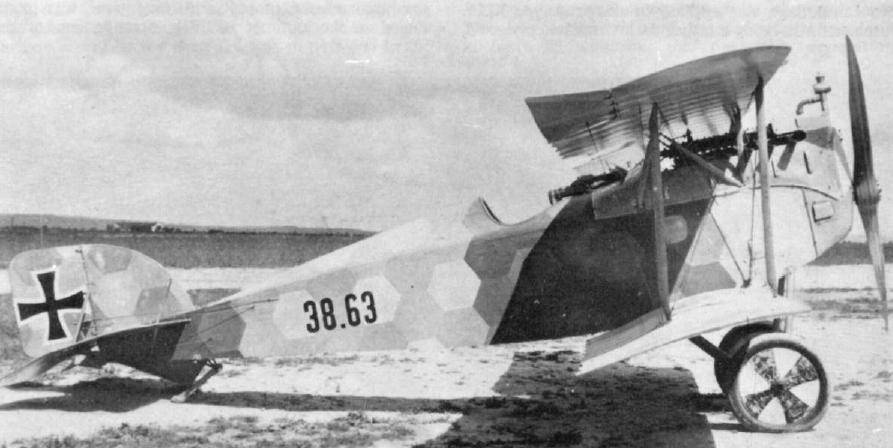
El Berg D.I, también conocido como el Aviatik D.I

Las próximas victorias de Kowalczik llegaron el 18 de marzo de 1917. A las 10.00 horas, él y su observador dispararon contra un Farman italiano y lo incendiaron. A las 10.15, los austrohúngaros obligaron a aterrizar a un Voisin . Aunque no está claro si los premios llegaron antes o después de estas dos victorias, Kowalczik recibió un segundo premio de la Medalla de plata por valentía, 2.ª clase, así como la Medalla de plata por valentía, 1.ª clase. También fue por esta época que fue a la formación de piloto de combate. Se clasificó en cazas Albatros y Berg DI.
El 10 de junio de 1917, Kowalczik se unió a otros dos pilotos austrohúngaros en un ataque contra un bombardero trimotor italiano Caproni. Recibió el mayor crédito por enviar al enorme bombardero a las llamas. Diez días después, derribó un biplaza italiano Caudron para convertirse en un as. También en junio, recibió un raro segundo premio de la Medalla de Oro a la Valentía.
El 24 de agosto de 1917, Kowalczik fue derribado por Antonio Riva y Antonio Amantea. Aterrizó con éxito su Albatros D.III en Val D'Astico.
Kowalczik era tan apreciado que el 20 de diciembre de 1917 se consideró apto para ser Offizierstellvertreter (candidato a oficial). Sin embargo, no fue comisionado. En enero de 1918, fue transferido del servicio de combate para convertirse en instructor. En esta asignación, sobrevivió a la guerra.